# Wong Ying (esgrimidora)
Wong Ying es una deportista hongkonesa que compitió en esgrima en silla de ruedas. Ganó una medalla de plata en los Juegos Paralímpicos de Seúl 1988 en la prueba de espada individual (clase 4-6).

## Palmarés internacional
| Juegos Paralímpicos | Juegos Paralímpicos  | Juegos Paralímpicos | Juegos Paralímpicos   |
| Año                 | Lugar                | Medalla             | Prueba                |
| ------------------- | -------------------- | ------------------- | --------------------- |
| 1988                | Seúl (Corea del Sur) | Medalla de plata    | Espada individual 4-6 |